# Euphrasia svanica
Euphrasia svanica är en snyltrotsväxtart som beskrevs av Kemul.-nath.. Euphrasia svanica ingår i släktet ögontröster, och familjen snyltrotsväxter. Inga underarter finns listade i Catalogue of Life.